# Єгоров Василь Олександрович
Василь Олександрович Єгоров (нар. 1890, Грязовецький повіт Вологодської губернії, тепер Вологодської області, Російська Федерація — 9 вересня 1996, місто Черкеськ, Російська Федерація) — радянський діяч, голова Організаційного комітету Президії ВЦВК РРФСР по Красноярському краю. Депутат Верховної Ради СРСР 1-го скликання (1937—1946).

## Біографія
Народився в селянській родині. Дитинство провів в селі Пирогово Грязовецького повіту Вологодської губернії. З дев'яти років займався селянською працею, наймитував.
Служив у російській армії, учасник Першої світової війни. Після Лютневої революції 1917 року входив до складу полкових і дивізійних солдатських комітетів, вів агітацію за припинення війни. За революційну діяльність був ув'язнений, перебував у Двинській військовій в'язниці. Після Жовтневого перевороту 1917 року Єгорова звільнили з в'язниці.
У січні 1918 року переїхав до міста Грязовець Вологодської губернії, де бере участь у становленні радянської влади.
Член РКП(б) з 1918 року.
З серпня 1918 року — головою особливого загону надзвичайної комісії (ЧК) Грязовецького повіту Вологодської губернії. У березні 1919 року на першій Грязовецькій повітовій партійній конференції Василь Єгоров був обраний до складу повітового комітету РКП(б).
Влітку 1919 року мобілізований до Червоної армії. З жовтня 1919 року — комісар військових з'єднань 1-го кінного корпусу Семена Будьонного. У складі Першої кінної армії Василь Єгоров воював на Південному, Польському, Врангелівському фронтах, придушував повстання Нестора Махна. Після демобілізації, у 1921 році повернувся до міста Грязовець.
У 1921—1929 роках — голова виконавчого комітету Сухонської районної ради Вологодської губернії; відповідальний секретар Каргапольського повітового комітету ВКП(б) Вологодської губернії.
Потім працював головою виконавчого комітету районної ради в Московській області, інструктором Президії ВЦВК СРСР.
15 листопада 1937 — 4 липня 1938 року — голова Організаційного комітету Президії ВЦВК РРФСР по Красноярському краю.
Подальша доля невідома. На 1968 рік — персональний пенсіонер союзного значення.